# Plagiogonus quadriclypealis
Plagiogonus quadriclypealis är en skalbaggsart som beskrevs av Cervenka 1995. Plagiogonus quadriclypealis ingår i släktet Plagiogonus och familjen Aphodiidae. Inga underarter finns listade i Catalogue of Life.